# Ryuthela
Ryuthela là một chi nhện trong họ Liphistiidae.

## Các loài
- Ryuthela iheyana Ono, 2002 — Ryukyu Islands
- Ryuthela ishigakiensis Haupt, 1983 — Ryukyu Islands
- Ryuthela nishihirai (Haupt, 1979) — Okinawa
- Ryuthela sasakii Ono, 1997 — Ryukyu Islands
- Ryuthela tanikawai Ono, 1997 — Ryukyu Islands

## Hình ảnh

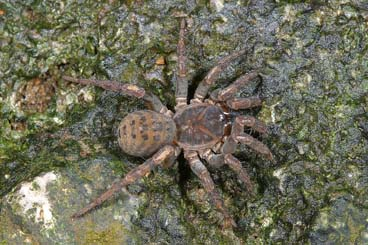
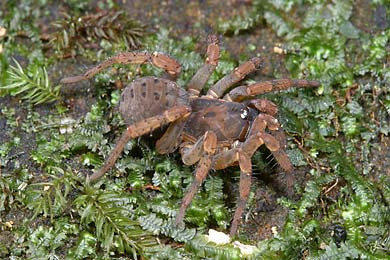
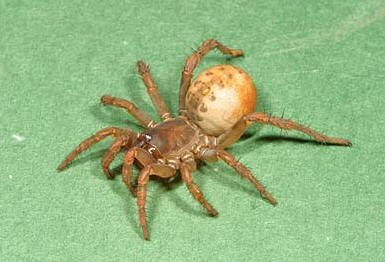